# Prêmio Richard E. Bellman
O Prêmio Richard E. Bellman (em inglês:  Richard E. Bellman Control Heritage Award) é um prêmio anual concedido pelo American Automatic Control Council (AACC) por realizações em teoria de controle, homenageando o matemático aplicado Richard Ernest Bellman. O prêmio é concedido por uma "carreira com contribuições de destaque à teoria ou aplicações do controle automático", sendo a "mais elevada distinção de conquista profissional para engenheiros de sistemas de controle dos Estados Unidos".

## Laureados
- 1979: Hendrik Wade Bode
- 1980: Nathaniel Nichols
- 1981: Charles Stark Draper
- 1982: Irving Lefkowitz
- 1983: John Valentine Breakwell
- 1984: Richard Bellman
- 1985: Harold Chestnut
- 1986: John Zaborszky
- 1987: John C. Lozier
- 1988: Walter Richard Evans
- 1989: Roger Ware Brockett
- 1990: Arthur Earl Bryson
- 1991: John Truxal
- 1992: Rutherford Aris
- 1993: Eliahu Ibraham Jury
- 1994: Jose Bejar Cruz
- 1995: Michael Athans
- 1996: Elmer Grant Gilbert
- 1997: Rudolf Kalman
- 1998: Lotfali Askar-Zadeh
- 1999: Yu-Chi Ho
- 2000: Willis Harmon Ray
- 2001: Arun Balakrishnan
- 2002: Petar Kokotovic
- 2003: Kumpati Narendra
- 2004: Harold J. Kushner
- 2005: Gene Franklin
- 2006: Tamer Başar
- 2007: Sanjoy Kumar Mitter
- 2008: Pravin Varaiya
- 2009: George Leitmann
- 2010: Dragoslav Šiljak
- 2011: Manfred Morari
- 2012: Arthur J. Krener
- 2013: A. Stephen Morse
- 2014: Dimitri Bertsekas
- 2015: Thomas F. Edgar
- 2016: Jason L. Speyer
- 2017: John Baras
- 2018: Masayoshi Tomizuka